# Friedrich Wilhelm Hack
Friedrich Wilhelm Hack (* 7. Oktober 1887 in Freiburg im Breisgau; † 4. Juni 1949 in Zürich-Hottingen), in Japan allgemein Dr. Hack genannt, war ein deutscher Unternehmer und japanischer Netzwerker.

## Leben und Berufsausbildung
Friedrich Wilhelm Hack wurde am 7. Oktober 1887 als Sohn des Arztes Wilhelm Hack und seiner Ehefrau Henriette in Freiburg im Breisgau geboren. Er wuchs in Freiburg auf, erhielt zuerst Privatunterricht. dann besuchte hier die Schule und legte 1906 das Abitur ab. Er zog am 31. Oktober 1906 nach Berlin. Sein besonderes Interesse galt der journalistischen Arbeit. Auf der Suche nach interessanten Themen und nützlichen Netzwerken lernte er 1909 im deutschen Club „Germania“ in Baltimore Henry G. Hilken (1847-1937) und Wilhelm Canaris kennen. Beginnend in seiner Heimatstadt, studierte er ab 1906 Nationalökonomie an der Universität Freiburg, Genf, München und der Friedrich-Wilhelms-Universität Berlin. Friedrich Hack reichte 1910 an der Wirtschaftswissenschaftlichen Fakultät der Universität Freiburg im Breisgau seine Dissertationsschrift ein. Nach seinem Studienabschluss war Hack kurzzeitig am Hamburger Kolonialinstitut als Dozent tätig. Es befand sich damals in der Nähe des Dammtors. Hier stellte er für sich fest, dass ihm eine die wissenschaftliche Tätigkeit nicht so liegt.

## Wirken in Japan
Von Hamburg aus ging Friedrich Wilhelm Hack nach Ostasien als Sekretär der Südmandschurischen Eisenbahn AG, deren Präsident damals Gotō Shinpei war. Hier arbeitete er als Assistent des deutschen Beraters Karl Thiess (1879–1941). Ab August 1914 nahm Hack am Ersten Weltkrieg als Freiwilliger bei der Belagerung von Tsingtau teil. In dieser kurzen Zeit war er in der Nachrichtenabteilung beim Chef des Stabes Waldemar Vollerthun (1869–1929), ihm direkt unterstellt, als Dolmetscher eingesetzt. Nach der deutschen Kapitulation im November 1914 wurde er als Kriegsgefangener in Japan interniert und kam in das Kriegsgefangenenlager Fukuoka mit der Gefangenen Nr. 1154. Hier festigte er die Japanische Sprache und wurde im Lager als Dolmetscher eingesetzt. Während der Internierung verhalf er anderen Insassen beim Ausbruch aus dem Lager. Deshalb wurde er im Februar 1916 wegen Beihilfe zur Flucht zu 1½ Jahren Zuchthaus verurteilt. Kurz vor Auflösung des Lagers kamen Vertreter japanischer Konzerne in das Gefangenenlager und wählten einzelne Häftlinge aus, bei der Entwicklung von Wirtschaftskontakten nach Deutschland behilflich zu sein. Wilhelm Hack erklärte sich einverstanden. Im Februar 1919 wurde er aus dem Lager entlassen und begann eine Beschäftigung bei der Firma Mitsubishi in Tokio.
Im Jahre 1920 reiste Friedrich Wilhelm Hack nach Deutschland um unter den veränderten Bedingungen nach der Niederlage Deutschlands im Ersten Weltkrieg und dem Zerfallsprozess des kaiserlichen Heeres und der Marine neue Geschäftskontakt anzubahnen. Hier wurde er gemeinsam mit Albert Schinzinger (1856–1926), der lange Jahre für die Krupp AG tätig war, Geschäftspartner für Rüstungsaufträge des Reichswehrministeriums, speziell der Marineleitung. So wurde Friedrich Hack Berater und Vertreter der japanischen Marine in Deutschland. Zugleich unterhielten sie auch enge Geschäftsbeziehungen zur Firma Ernst Heinkel und bahnten hier Geschäfte im Bereich der noch für Deutschland laut Friedensvertrag von Versailles von 1919, verbotenen Luftrüstung und Marinerüstungen an. Hierdurch kamen er mit einflussreichen japanischen Persönlichkeiten im Bereich Politik und Militär in enge Beziehungen. Als Schinzinger 1926 starb, war Hack Mitbegründer der Firma Schinzinger & Hack Co. um die gut laufenden Geschäfte zwischen Deutschland und Japan aktiv zu halten. Der Geschäftsgegenstand der gegründeten Firma war ebenfalls der Verkauf militärischer Güter an die japanische Armee sowie die Anbahnung von technischen Entwicklungen sowie KnowHow-Transfer im Interesse beider Länder.
1933 wurde Friedrich Hack Geschäftsführer der gleichgeschalteten Deutsch-Japanischen Gesellschaft, deren Präsident im gleich Jahr Admiral Paul Behncke geworden war. Zeitgleich arbeitete er in den Jahren ab 1934 als freier Mitarbeiter des Büro Ribbentrop in Berlin. Von hier erhielt er den Auftrag Sondierungsgespräche mit Vertretern der japanischen Regierung zu führen. Seine bestehenden Kontakte sollten den Ausgangspunkt für die Verhandlungen zwischen Deutschland und Japan zum Antikominternpakt bilden.
Aus Anlass von Verkaufsverhandlungen, die 1935 gemeinsam mit der Firma Heinkel-Werke in Japan geführt wurden, kam Friedrich Hack mit dem Militärattaché Ōshima Hiroshi ins Gespräch und organisierte eine Besprechung zwischen Joachim von Ribbentrop und Ōshima. Im Oktober 1935 fand das erste Treffen zwischen Ōshima, Wilhelm Canaris und Werner von Blomberg in Freiburg statt, an dem Hack ebenfalls teilnahm. In Folge dieses Gespräches war er am 15. November 1935 ebenfalls als Teilnehmender an der Beratung im Haus Joachim von Ribbentrop, in Berlin-Dahlem Lentzallee. Daran waren Joachim von Ribbentrop, Ōshima, Wilhelm Canaris und Hermann von Raumer beteiligt. Der Antikominternpakt wurde am 25. November 1936 in Berlin unterzeichnet. Im Februar 1937 erhielt Hack für seine Bemühungen durch den Militärattaché Ōshima Hiroshi einen japanischen Orden gemeinsam mit Ribbentrop, Canaris, Raumer und dem Militärattaché in Tokio Eugen Ott.
Anfang 1936 beteiligte sich Friedrich Hack an einer gemeinsamen deutsch-japanischen Filmproduktion. Erste Absprachen dazu wurden am 8. Februar 1936 in Tokio geführt. Noch im Juli des gleichen Jahres wurde er von der Geheimen Staatspolizei verhaftet, musste aber wegen der Intervention Japans wieder entlassen werden. Anschließend wurde er wegen des Vorwurfs der Homosexualität, die aber nicht bewiesen wurde, geschäftlich „kalt gestellt“. Daraufhin flüchtete Friedrich Hack aus Japan über Paris in die Schweiz. Hier lebte er ab dem 25. August 1939 zurückgezogen, im selbstgewählten Exil.
Als die USA 1941 in den Pazifikkrieg eintraten, nahm Friedrich Hack seine vermittelnde Tätigkeit wieder auf und bemühte sich für die Beendigung des Krieges zu wirken. Er kam mit Allen Welsh Dulles in Kontakt und vermittelte diesem Gespräche mit Naoe Saskai, Yoshirō Fujimura um geeignete Schritte zur Beendigung des Krieges miteinander zu finden.
Die weiteren Jahre lebte er im Dolder Grand Hotel in Zürich-Hottingen. Am 4. Juni 1949 verstarb Friedrich Hack in Zürich.

## Familie
Friedrich Wilhelm Hack war der Sohn des Mediziners und Professors an der Universität Freiburg i. B., Wilhelm Hack (1851-1887) und dessen Ehefrau Henriette geborene Berner. Die Mutter war schriftstellerisch tätig, schrieb Gedichte und Märchen. Sein Vater war drei Monate vor seiner Geburt nach einem Unfall an einer Embolie verstorben. Als Bezugsperson für den aufwachsenden Friedrich Wilhelm wirkte sein älterer Bruder, Wilhelm Hack (1885-1938), der vor Beginn des Ersten Weltkrieges als kaiserlicher Marineoffizier im Rang eines Oberleutnants in Tsingtau Dienst tat.

## Publikationen
- Deutsch-chinesische Geld- und Bankbeziehungen, Diss. an der Universität Freiburg 1912.
- Die Kolonien Japans, in Schriften der OAG Tokyo 1914.
- Wie ich nach Japan kam, verfasst nach 1945, Veröffentlicht von Gero von Schultze-Gaevernitz in Frankfurter Allgemeine Zeitung  vom 31. August 1965.